# Julio César Soto París
Julio César Soto París (San José, 14 de septiembre de 1931-6 de septiembre de 2012) fue un árbitro costarricense destacado en distintas disciplinas deportivas. Entre los años 1960 y 1980 se desempeñó como árbitro de fútbol, baloncesto, boxeo, atletismo, fútbol sala y voleibol, por lo que se le llamó en aquel entonces “el árbitro polifacético”. Destacaba como un árbitro recio, de carácter, de buena estampa y que manejaba al dedillo la reglamentación de las diferentes disciplinas. Llegó a dirigir partidos importantes de fútbol a nivel nacional e internacional y en boxeo fue juez de peleas donde intervenían figuras como Roberto Durán.
Un anécdota interesante de entre muchos que le sucedieron arbitrando fue cuando debió uniformarse de policía para abandonar las instalaciones del Estadio Rosabal Cordero, luego de que en el complemento del encuentro entre Herediano y Ramonense, expulsó al herediano Jorge Di Palma, provocando lanzamiento de objetos a la cancha, reclamos airados, pleito entre futbolistas e invasión del público a la gramilla.
Formó parte del Círculo de Periodistas y Locutores Deportivos de Costa Rica, siendo el conductor de varios espacios radiales deportivos durante la década de los años 1980 y 1990.
Fue también telegrafista, educador físico en varios colegios del país y sacó un curso de entrenador de fútbol. En 1981, fundó la Asociación Colegio Nacional de Árbitros.
Su hermano también fue el árbitro Juan Soto París y en el 2011, fue candidato a la Galería Costarricense del Deporte.